# Erythrodiplax fervida
Erythrodiplax fervida – gatunek ważki z rodziny ważkowatych (Libellulidae). Występuje na terenie Ameryki Południowej i Karaibów.